# 七夕之國
《七夕之國》是岩明均所創作的日本漫畫作品，於《Big Comic Spirits》（小學館）1996年第38号至1999年第6号期間不定期連載，單行本全4卷。2003年同出版社發行完全版。
2024年7月4日，改編電視劇於Disney+上線。

## 劇情簡介
一名虛幌度日的大學生南丸洋二，意外發現自己擁有在任何物體上「穿洞」的超能力，而這個看似無用的超能力讓他捲入一場可能毀滅世界的恐怖災難。

## 登場人物
南丸洋二（みなみまる ようじ）
本作主角，大學生，擁有在任何物體上「穿洞」的超能力。
丸神正美（まるかみ まさみ）
南丸就讀大學的歷史、民俗學教授，丸神研討會講師。
丸神賴之（まるかみ よりゆき）
丸神里擔任神官的人物，於4年前失蹤。
東丸幸子（ひがしまる さちこ）
丸川町咖啡廳店員。
東丸高志（ひがしまる たかし）
幸子的哥哥。
東丸隆三（ひがしまる りゅうぞう）
幸子的大伯，現任丸神里村長。
江見早百合（えみ さゆり）
丸神研討會講師。
櫻木知子（さくらぎ ともこ）
丸神研討會學生。
川出正行（かわて まさゆき）
丸神研討會研究生。
多賀谷守（たがや まもる）
丸神研討會學生，丸神教授給了他負責製作丸神山周邊地區模型的兼職。
淺野（あさの）
新技能開拓研究會前成員。
亞紀（あき）
新技能開拓研究會成員。
今村（いまむら）
新技能開拓研究會成員。
早野源一郎（はやの げんいちろう）
丸川町町長。
倉石利男（くらいし としお）
丸川町建築公司社長。
玉部敏郎（たまべ としろう）
參議院議員。

## 出版書籍
單行本
| 卷數 | 小學館        | 小學館             | 東立出版社     | 東立出版社         |
| 卷數 | 發售日期      | ISBN               | 發售日期       | ISBN               |
| ---- | ------------- | ------------------ | -------------- | ------------------ |
| 1    | 1997年6月30日 | ISBN 4-09-184541-X | 1999年10月29日 | ISBN 957-34-8186-3 |
| 2    | 1998年3月30日 | ISBN 4-09-184542-8 | 1999年11月29日 | ISBN 957-34-8187-1 |
| 3    | 1998年9月30日 | ISBN 4-09-184543-6 | 2000年1月26日  | ISBN 957-34-9125-7 |
| 4    | 1999年2月26日 | ISBN 4-09-184544-4 | 2000年2月29日  | ISBN 957-34-9126-5 |

完全版
另收錄作者解說。
| 卷數 | 小學館        | 小學館                 |
| 卷數 | 發售日期      | ISBN                   |
| ---- | ------------- | ---------------------- |
| 上   | 2003年9月30日 | ISBN 978-4-09-187731-4 |
| 下   | 2003年9月30日 | ISBN 978-4-09-187732-1 |

文庫版
另收錄思想家內田樹的解說。
| 卷數 | 小學館         | 小學館                 |
| 卷數 | 發售日期       | ISBN                   |
| ---- | -------------- | ---------------------- |
| 1    | 2011年12月15日 | ISBN 978-4-09-196117-4 |
| 2    | 2012年1月14日  | ISBN 978-4-09-196118-1 |
| 3    | 2012年2月15日  | ISBN 978-4-09-196119-8 |

## 電視劇
於2024年7月4日在Disney+上線的原創日本劇集，改編自同名漫畫作品，由瀧悠輔執導，細田佳央太及山田孝之主演。

### 演員
- 細田佳央太 飾演 南丸洋二
- 藤野涼子 飾演 東丸幸子[2]
- 上杉柊平 飾演 東丸高志[2]
- 木龍麻生 飾演 江見早百合[2]
- 鳴海唯 飾演 亞紀[2]
- 濱田龍臣 飾演 多賀谷守[2]
- 西畑澪花 飾演 櫻木知子[2]
- 深水元基 飾演 増元邦忠[2]
- 伊武雅刀 飾演 東丸隆三[2]
- 三上博史 飾演 丸神正美[2]
- 山田孝之 飾演 丸神賴之[2]

### 集數
| 集數 | 標題 | 譯名             | 上線日期      | 長度   |
| ---- | ---- | ---------------- | ------------- | ------ |
| 1    |      | 超能力者         | 2024年7月4日  | 50分鐘 |
| 2    |      | 丸神村           | 2024年7月4日  | 61分鐘 |
| 3    |      | 觸手可及         | 2024年7月4日  | 44分鐘 |
| 4    |      | 新技能開拓研究會 | 2024年7月11日 | 39分鐘 |
| 5    |      | 開洞魔           | 2024年7月11日 | 52分鐘 |
| 6    |      | 原則上保密       | 2024年7月18日 | 54分鐘 |
| 7    |      | 進軍             | 2024年7月18日 | 35分鐘 |
| 8    |      | 外來勢力         | 2024年7月25日 | 38分鐘 |
| 9    |      | 喜鵲送的禮物     | 2024年8月1日  | 51分鐘 |
| 10   |      | 祭典             | 2024年8月8日  | 49分鐘 |

### 發行
該劇於2024年7月4日在Disney+及美國的Hulu上首播。

## 外部連結
- 官方网站（日語）
- 互联网电影数据库（IMDb）上《七夕之國》的资料（英文）
- 豆瓣电影上《七夕之國》的資料 （简体中文）
- 在Disney+上觀看《七夕之國》